# アンジェイ・モストフスキ

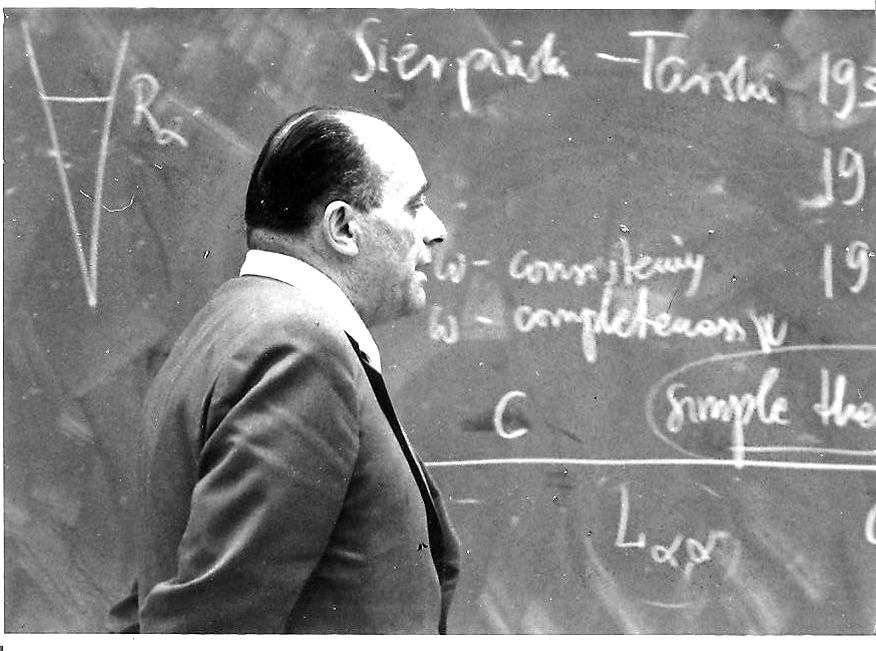
1973年の様子

アンジェイ・モストフスキ(ポーランド語: Andrzej Mostowski, 1913年9月1日 - 1975年8月22日)はポーランドの数学者。モストフスキ崩壊補題で有名。

## 生涯
1931年ワルシャワ大学に入学。クラトフスキ、アドルフ・リンデンバウム、タルスキの影響を受ける。1939年博士号取得。公式にはクラトフスキに指導を受けたとされているが、実際には若かったタルスキから指導を受けていた。彼はドイツのポーランド侵攻の後、会計士になった。しかし、隠れてワルシャワ大学で研究を続けていた。1944年のワルシャワ蜂起の後、ナチスは彼を強制収容所に入れようとしたが、ポーランド人看護師の助けを借りて病院に逃れた。食糧を持っていくため、研究成果の詰まったノートを置いていくしかなかった。戦後、その一部は彼が再構成したがほとんどは不明のままである。
彼の研究の大部分は再帰理論と決定不能性についてである。1946年からカナダのバンクーバーで死去するまで、彼はワルシャワ大学で研究を続けた。その時の研究の大部分は、一階述語論理とモデル理論である。

## 子息
彼の息子のタデウスも数学者になり、微分幾何学の研究している。Krzysztof Kurdykaとアダム・パルシンスキーと共に、ルネ・トムの en:gradient conjectureを2000年に解決した。 